# Carnell Williams
Carnell Lamar Williams (født 21. april 1982 i Gadsden, Alabama, USA) er en tidligere amerikansk footballspiller, der spillede syv år i NFL som running back. Han repræsenterede Tampa Bay Buccaneers og St. Louis Rams.